# Pelargonium glabriphyllum
Pelargonium glabriphyllum är en näveväxtart som beskrevs av E.M. Marais. Pelargonium glabriphyllum ingår i släktet pelargoner, och familjen näveväxter. Inga underarter finns listade i Catalogue of Life.